# Алхаджакентский сельсовет
Алхаджакентский сельсовет  — административно-территориальная единица и муниципальное образование со статусом сельского поселения в Каякентском районе Дагестана Российской Федерации.
Административный центр — село Алхаджакент.

## Население
| 2002  | 2010  | 2012  | 2013  | 2014  | 2015  | 2016  |
| ----- | ----- | ----- | ----- | ----- | ----- | ----- |
| 2617  | ↘2465 | ↘2440 | ↘2391 | ↘2306 | ↘2275 | ↘2234 |
| 2017  | 2018  | 2019  | 2020  | 2021  | 2023  | 2024  |
| ↘2220 | ↘2203 | ↘2173 | ↗2179 | ↘1921 | ↘1895 | ↘1867 |
| 2025  |       |       |       |       |       |       |
| ↘1865 |       |       |       |       |       |       |

## Состав
| № | Населённый пункт | Тип населённого пункта       | Население |
| - | ---------------- | ---------------------------- | --------- |
| 1 | Алхаджакент      | село, административный центр | ↘1897     |
| 2 | Гаша             | село                         | ↘24       |